# Прапор Підляського воєводства
Прапор Підляського воєводства Польщі являє собою прямокутник, розділений на чотири горизонтальні смуги, зверху вниз: білу, червону, жовту та синю. Прапор був розроблений Тадеушем Гайлем і затверджений 30 серпня 2002 року.

## Вигляд
Прапор Підляського воєводства являє собою прямокутник із співвідношенням висоти до ширини 5:8, розділений на чотири рівні горизонтальні смуги, зверху вниз: білу, червону, жовту та синю. 
Кольори прапору походять з герба воєводства.

## Історія
Прапор був розроблений Тадеушем Гайлем і прийнятий Підляським крайовим з'їздом 30 серпня 2002 року резолюцією №10 LIV/448/02.